# Gemmula diomedea
Gemmula diomedea é uma espécie de gastrópode do gênero Gemmula, pertencente a família Turridae.